# Време Сутјеске
„Време Сутјеске” је југословенски ТВ филм из 1973. године. Режирао га је Владимир Момчиловић а сценарио је написао Милан Влајчић.

## Улоге
| Глумац         | Улога |
| -------------- | ----- |
| Предраг Ејдус  |       |
| Горјана Јањић  |       |
| Љуба Ковачевић |       |
| Нада Шкрињар   |       |